# Piancó (tiểu vùng)
Piancó là một tiểu vùng thuộc bang Paraíba, Brasil. Tiều vùng này có diện tích 3286 km², dân số năm 2007 là 71904 người.